# Adil Jelloul
Adil Jelloul (né le 14 juillet 1982 à Azrou, au Maroc) est un coureur cycliste marocain. Par son palmarès, il est considéré comme l'un des meilleurs coureurs cyclistes nord-africains. Il est spécialisé dans les courses à étapes.

## Biographie
Il est l'un des trois coureurs marocains participant à la course en ligne des Jeux olympiques de 2012. Il la termine dans le peloton, à la 62e place.
En 2014, il passe professionnel dans l'équipe Skydive Dubai devenue par la suite Skydive Dubai-Al Ahli Club.

## Palmarès sur route

### Par années
- 2002
  -  Champion du Maroc sur route
- 2003
  - 5e étape du Tour d'Algérie
- 2004
  - 7e étape du Tour du Maroc
- 2006
  - Grand Prix Maria Orlando
  - Coupe du Trône
  - 2e du championnat du Maroc sur route
- 2007
  -  Champion du Maroc sur route
  - Classement général du Tour du Sénégal
  - Tour du Faso :
    - Classement général
    - 8e étape

  -  2e de la course en ligne des jeux panarabes
- 2008
  -  Champion du Maroc sur route
  - 3e du H. H. Vice-President's Cup
- 2009
  -  Champion du Maroc sur route
  - Tour du Rwanda :
    - Classement général
    - 1re étape

  - 4e étape du Tour du Maroc
- 2010
  - 1re étape du Tour du Mali
  - 2e du Tour du Mali
  - 2e des Challenges de la Marche verte - GP Sakia El Hamra
  - 2e des Challenges de la Marche verte - GP Oued Eddahab
- 2011
  - UCI Africa Tour
  -  Champion du Maroc sur route
  -  Course en ligne des Jeux panarabes[1]
  - Les challenges Phosphatiers II - Challenge Youssoufia
  - 2e du Tour d'Algérie
  - 2e du Circuit d'Alger
  - 3e de la Tropicale Amissa Bongo
  - 3e des Challenges Phosphatiers III - Challenge Ben Guerir
  - 3e du Kwita Izina Cycling Tour
  -  Médaillé de bronze du championnat d'Afrique du contre-la-montre par équipes
- 2012
  - 2e du championnat du Maroc du contre-la-montre
  - 2e du Tour d'Algérie
  - 2e du Tour du Maroc
  - 2e du Challenge du Prince - Trophée de l'anniversaire
  - 2e de l'UCI Africa Tour
  - 3e de la Tropicale Amissa Bongo
- 2013
  - UCI Africa Tour
  - Challenges de la Marche verte - GP Oued Eddahab
  - Challenge du Prince - Trophée princier
  - 2e du Tour de Tipaza
  - 2e du Challenge du Prince - Trophée de l'anniversaire
  - 3e du championnat du Maroc sur route
- 2014
  -  Champion du Maroc sur route
  - 2e du Jelajah Malaysia
- 2016
  - 4e étape de la Tropicale Amissa Bongo
  - Sharjah International Cycling Tour :
    - Classement général
    - 1re étape (contre-la-montre par équipes)

### Classements mondiaux
| Année           | 2006 | 2007 | 2008 | 2009 | 2010 | 2011 | 2012 | 2013 | 2014 | 2015 | 2016 | 2017 |
| --------------- | ---- | ---- | ---- | ---- | ---- | ---- | ---- | ---- | ---- | ---- | ---- | ---- |
| UCI Africa Tour | 31e  | 12e  | 6e   | 44e  | 4e   | 1er  | 2e   | 1er  | 48e  | 79e  | 49e  |      |
| UCI Asia Tour   |      |      | 145e |      |      |      |      |      | 83e  |      |      | 49e  |
| UCI Europe Tour |      |      |      |      |      |      | 716e |      |      |      |      |      |

## Palmarès en VTT

### Championnats d'Afrique
- Bel Ombre 2017
  -  Médaillé de bronze du cross-country marathon